# Pradeep Maharathy
Pradeep Maharathy (Pipili, 4 de julio de 1955 - Bhubaneshwar, 4 de octubre de 2020) fue un político indio perteneciente al Biju Janata Dal (BJD). En el momento de su muerte, era miembro de la Asamblea Legislativa de Odisha, representación de la circunscripción de Pipili.

## Biografía
Pradeep Maharathy nació el 4 de julio de 1955 en Pipili, Khorapada, Puri, hijo de Gokulananda Maharathy. Más tarde se casó y tuvo un hijo y una hija.
En 2004, Maharathy declaró que había 27 cargos penales en curso en su contra por intento de asesinato, abuso sexual, disturbios, robo, intimidación criminal y dacoity. Del mismo modo en el período previo a las elecciones de la Asamblea Legislativa de Odisha de 2019, Maharathy declaró que había 5 cargos penales en curso en su contra por reunión ilegal, causando lesiones y robo. El 22 de abril de 2019 fue arrestado por un ataque contra personal de la Comisión Electoral de la India en su casa. Quedó en libertad bajo fianza el 29 de abril.

### Carrera política
Comenzó su carrera política como líder estudiantil en la universidad SCS, Puri. Por primera vez en 1985 fue elegido MLA de Pipili Constituency, de Odisha. Entonces era miembro del Partido Janata. Fue elegido para la legislatura siete veces.
| Año  | Distrito electoral | Partido político  |
| ---- | ------------------ | ----------------- |
| 1985 | Pipili (52)        | Partido de Janata |
| 1990 | Pipili (52)        | Janata Dal        |
| 2000 | Pipili (52)        | Biju Janata Dal   |
| 2004 | Pipili (52)        | Biju Janata Dal   |
| 2009 | Pipili (110)       | Biju Janata Dal   |
| 2014 | Pipili (110)       | Biju Janata Dal   |
| 2019 | Pipili (110)       | Biju Janata Dal   |

En mayo de 2011, Maharathy fue designado ministro de Agricultura y Pesca del Gobierno de Odisha y ocupó el cargo hasta 2012. Renunció en agosto de 2012 después de las críticas por las relaciones que tenía con sospechosos en un caso de violación en grupo de Pipili. También se desempeñó como ministro entre 2014 y 2017. En 2017 fue nombrado ministro de Panchayati Raj y Abastecimiento de Agua Potable. Se desempeñó hasta 2019 y también ocupó carteras relacionadas con la agricultura y el empoderamiento de los agricultores y la pesca. El 6 de enero de 2019 dimitió una vez más por el caso de violación en grupo de Pipili, esta vez por los comentarios que hizo sobre la absolución de los sospechosos.

### Fallecimiento
El 14 de septiembre dio positivo en las pruebas de COVID-19. Falleció a causa de dicha enfermedad el 4 de octubre de 2020 en un hospital privado en Bhubaneswar, a los sesenta y cinco años.

## Premios
- Premio al liderazgo agrícola mundial 2016[14][15]
- Premio Krishi Karman 2014-15[16]